# Маноліс Бертос
Маноліс Бертос (грец. Μανώλης Μπέρτος, нар. 13 травня 1989, Ксанті) — грецький футболіст, захисник клубу «Лариса».
Виступав, зокрема, за клуб «Шкода Ксанті».

## Ігрова кар'єра
У дорослому футболі дебютував 2008 року виступами за команду «Шкода Ксанті», в якій провів сім сезонів, взявши участь у 115 матчах чемпіонату. 
Згодом з 2015 по 2018 рік грав у складі команд «Олімпіакос», «Шкода Ксанті» та «Астерас».
До складу клубу «Лариса» приєднався 2018 року. Станом на 25 березня 2020 року відіграв за лариський клуб 25 матчів в національному чемпіонаті.